# Freezing Auntie
Freezing Auntie è un cortometraggio muto del 1912. Non si conosce il nome del regista del film che, prodotto dalla Edison, aveva come interpreti William West, Alice Washburn, Marion Brooks, Harold M. Shaw.

## Trama
La zia si mette a tormentare i parenti, fingendosi un fantasma, dopo che questi hanno creduto di averle iniettato un liquido per congelare i bovini.

## Produzione
Il film fu prodotto dalla Edison Manufacturing Company.

## Distribuzione
Distribuito dalla General Film Company, il film - un cortometraggio di sei minuti - uscì nelle sale cinematografiche statunitensi il 5 gennaio 1912. Nelle proiezioni, veniva programmato con il sistema dello split reel, accorpato in un'unica bobina con un altro cortometraggio prodotto dalla Edison, il documentario The Codfish Industry in Newfoundland.